# 簡以榮
簡以榮（英語：Ivan J. Kanapathy），美國海軍陸戰隊退役軍官、安全分析專家，現任川普第二任期的國家安全委員會亞洲事務高級主任、烽火全球戰略副總裁，同時是喬治城大學埃德蒙·A·沃爾什外事學院的兼職教授，以及戰略與國際研究中心弗里曼中國研究主席的高級聯合研究員和戰略與預算評估中心的高級研究員。
2018年3月至2021年7月，他在川普第一任期和拜登政府期間於白宮國安會擔任中國、台灣和蒙古事務主任，以及亞洲事務副高級主任。

## 教育和職業生涯
簡以榮擁有美國國防語言學院中文專業的文學副學位及最高榮譽的文憑、卡內基美隆大學物理學與經濟學的理學學士學位，以及海軍研究生院東亞安全研究的碩士學位。簡以榮為美國海軍陸戰隊航空兵部隊出身，曾任第225戰機攻擊中隊少校保修官，於2011年晉升陸戰隊中校，2014年至2017年間曾擔任美國在台協會的武官。

## 出版物
- America Is Showering China With New Restrictions, 外交政策, February 15, 2022 (co-authored with Eric Sayers)[9]
- Taiwan Doesn't Need a Formal U.S. Security Guarantee, 外交政策, April 26, 2022[10]
- What It Will Take to Deter China in the Taiwan Strait, 外交政策, June 15, 2023 (co-authored with David Sacks)[11]